# Campylium radicale
Campylium radicale là một loài Rêu trong họ Amblystegiaceae. Loài này được (P. Beauv.) Grout mô tả khoa học đầu tiên năm 1931.